# Ainsliaea spanocephala
Ainsliaea spanocephala là một loài thực vật có hoa trong họ Cúc. Loài này được Y.C.Tseng mô tả khoa học đầu tiên năm 1988.